# Kysing Næs
Kysing Næs er en lille bebyggelse på næsset af samme navn ved Kattegatkysten lige syd for Norsminde med 200 indbyggere i byområdet (2024). Byen hører til Odder Kommune og ligger i Region Midtjylland.
En km sydvest for Kysing Næs findes den endnu mindre bebyggelse Kysing.